# Преображенская, Ольга Ивановна
О́льга Ива́новна Преображе́нская (24 июля 1881, Москва — 31 октября 1971, там же) — русская и советская актриса театра и кино, кинорежиссёр, сценарист и педагог. Заслуженный деятель искусств РСФСР (1935).

## Биография
Родилась 24 июля 1881 года в Москве.
В 1901—1904 годах училась в актёрской школе Московского художественного театра, с 1905 года — актриса театров Воронежа (антреприза В. И. Никулина), Одессы, Полтавы, Риги, Тифлиса. Также работала в Москве — в театрах под руководством А. Я. Таирова и В. Э. Мейерхольда.
В 1913 году дебютировала в кино. Среди сыгранных ею тогда в немых фильмах ролей преобладали литературные героини: Лиза из «Дворянского гнезда» И. С. Тургенева, княгиня Вера из «Гранатового браслета» А. И. Куприна, Наташа Ростова из «Войны и мира» Л. Н. Толстого. Совместно с Владимиром Гардиным поставила как режиссёр немой фильм «Барышня-крестьянка» (1916, картина не сохранилась) по мотивам одноимённой повести А. С. Пушкина.
С 1918 по 1925 год преподавала в Первой государственной киношколе (ныне — ВГИК) и в организованной ею актёрской студии.
После окончания в 1923 году школы-студии МХТ работала режиссёром на киностудии «Госкино» (ныне — «Мосфильм»), была вторым режиссёром на фильмах «Помещик» и «Слесарь и Канцлер» (1923). Начиная с 1927 года сотрудничала с кинорежиссёром Иваном Правовым, в паре с которым сняла несколько лент.
В 1928 году была избрана членом ЦК Всерабиса, член Союза кинематографистов СССР.
Скончалась 31 октября 1971 года в Москве, похоронена на Даниловском кладбище.

## Фильмография

### Актриса
- 1913 — Ключи счастья — Маня Ельцова
- 1914 — Гнев Диониса (не сохранился)
- 1914 — Дворянское гнездо — Лиза
- 1915 — Гранатовый браслет — княгиня Вера
- 1915 — Война и мир — Наташа Ростова
- 1915 — Накануне — Елена
- 1915 — Петербургские трущобы (не сохранился)
- 1915 — Плебей
- 1915 — Приваловские миллионы — Надежда Бахарева
- 1919 — Железная пята — Эвиз
- 1923 — Слесарь и Канцлер (сохранился частично)

### Режиссёр
- 1916 — Барышня-крестьянка (совместно с В. Гардиным)
- 1917 — Виктория
- 1919 — Железная пята (совместно с В. Гардиным, Л. Леонидовым, Т. Глебовой, Е. Ивановым-Барковым, А. Горчилиным)
- 1925 — Федькина правда (короткометражный)
- 1926 — Каштанка
- 1927 — Аня (совместно с И. Правовым)
- 1927 — Бабы рязанские (совместно с И. Правовым)
- 1928 — Светлый город (совместно с И. Правовым)
- 1929 — Последний аттракцион (совместно с И. Правовым)
- 1930 — Тихий Дон (совместно с И. Правовым)
- 1933 — Одна радость (совместно с И. Правовым)
- 1935 — Вражьи тропы (совместно с И. Правовым)
- 1939 — Степан Разин (совместно с И. Правовым)
- 1941 — Парень из тайги (совместно с И. Правовым)

### Сценарист
- 1916 — Барышня-крестьянка (совместно с В. Гардиным)
- 1926 — Каштанка (совместно с Ю. Болотовым)
- 1927 — Аня (совместно с И. Правовым)
- 1928 — Светлый город (совместно с И. Правовым)
- 1930 — Тихий Дон (совместно с И. Правовым)
- 1939 — Степан Разин (совместно с А. Чапыгиным, И. Правовым)

## Награды и звания
- Заслуженный деятель искусств РСФСР (1935)[7].

## Комментарии
1. ↑  По другим данным — родилась в 1884 году[2].